# Pitze
Pitze är ett vattendrag i Österrike. Det ligger i förbundslandet Tyrolen, i den västra delen av landet, 400 km väster om huvudstaden Wien.
Trakten runt Pitze består i huvudsak av gräsmarker. Runt Pitze är det ganska glesbefolkat, med 35 invånare per kvadratkilometer.